# Smash Mouth (album)
Smash Mouth – trzeci album studyjny zespołu Smash Mouth, wydany dnia 27 listopada 2001 roku za pośrednictwem Interscope Records. Jest to pierwszy album nagrany przez zespół razem z perkusistą Michaelem Urbano i został wydany zaledwie kilka miesięcy po śmierci syna wokalisty zespołu, Presleya Scotta Harwella. Utwory promujące album to przede wszystkim : "Pacific Coast Party" i "Your Man" oraz "I'm a Believer", który to utwór znalazł się na ścieżce dźwiękowej do filmu Shrek.

## Tytuł
Zespół w roku 2000 ogłosił na swojej stronie internetowej konkurs na nazwę swojego trzeciego albumu studyjnego . Wybrano tytuł: "Smash Mouth".

## Spis utworów[13]
1. "Holiday In My Head" – 2:41
2. "Your Man" – 3:36
3. "Pacific Coast Party" – 2:59
4. "She Turns Me On" – 3:12
5. "Sister Psychic" – 3:17
6. "Out Of Sight" – 2:57
7. "Force Field" – 3:49
8. "Shoes 'N' Hats" – 2:49
9. "Hold You High" – 3:01
10. "The In Set" – 3:42
11. "Disenchanted" – 4:16
12. "Keep It Down" – 5:31
13. "I'm a Believer" – 3:18

### Wersja japońska
W wersji japońskiej dodane zostały trzy dodatkowe utwory :
14. "All Star" – 3:21
15. "Walkin' On The Sun" – 3:28
16. "Pacific Coast Party (Olav Basoski Remix)" – 7:58

### Wersja australijska
W wersji australijskiej dodano dwa utwory :
14. "All Star" - 3:22
15. "Can't Get Enough Of You Baby" - 2:30